# Macrolobalia validicornis
Macrolobalia validicornis är en insektsart som först beskrevs av Carl Stål 1878.  Macrolobalia validicornis ingår i släktet Macrolobalia och familjen gräshoppor. Inga underarter finns listade i Catalogue of Life.